# Rakítino
Rakítino (en rus: Ракитино) és un poble de l'óblast de Tula, a Rússia, segons el cens del 2010 tenia 388 habitants.